# Amphioplus stearnsii
Amphioplus stearnsii är en ormstjärneart som först beskrevs av Ives.  Amphioplus stearnsii ingår i släktet Amphioplus och familjen trådormstjärnor. Inga underarter finns listade i Catalogue of Life.